# Paju (Valga)
Pour les articles homonymes, voir Paju (homonymie).
Paju est un village de la commune de Valga, situé dans le comté de Valga en Estonie.